# Johnny Simmons (attore)
Johnny James Simmons (Montgomery, 28 novembre 1986) è un attore statunitense.

## Biografia
Simmons è nato a Montgomery (Alabama) ed è cresciuto a Dallas (Texas), dove si è diplomato nel 2005 presso la scuola superiore W.T. White High School. Ha partecipato al video Hold On, We're Coming Home di Drake.
Ha iniziato la sua carriera al cinema nel 2007 recitando nel film Un'impresa da Dio interpretando uno dei tre figli del protagonista.

## Filmografia

### Attore

#### Cinema
- Un'impresa da Dio (Evan Almighty), regia di Tom Shadyac (2007)
- Boogeyman 2 - Il ritorno dell'uomo nero (Boogeyman 2), regia di Jeff Betancourt (2007)
- Trucker, regia di James Mottern (2008)
- The Spirit, regia di Frank Miller (2008)
- Hotel Bau (Hotel for Dogs), regia di Thor Freudenthal (2009)
- Gli ostacoli del cuore (The Greatest), regia di Shana Feste (2009)
- Jennifer's Body, regia di Karyn Kusama (2009)
- Scott Pilgrim vs. the World, regia di Edgar Wright (2010)
- The Conspirator, regia di Robert Redford (2010)
- A Bag of Hammers, regia di Brian Crano (2011)
- 21 Jump Street, regia di Phil Lord e Chris Miller (2012)
- Noi siamo infinito (The Perks of Being a Wallflower), regia di Stephen Chbosky (2012)
- The To Do List - L'estate prima del college (The To Do List), regia di Maggie Carey (2013)
- Effetto Lucifero (The Stanford Prison Experiment), regia di Kyle Patrick Alvarez (2015)
- Frank and Cindy, regia di G.J. Echternkamp (2015)
- Transpecos, regia di Greg Kwedar (2016)
- Dreamland, regia di Robert Schwartzman (2016)
- The Phenom, regia di Noah Buschel (2016)
- The Late Bloomer, regia di Kevin Pollak (2016)

#### Televisione
- Numb3rs - serie TV, 1 episodio (2006)
- Cinema Verite, regia di Shari Springer Berman e Robert Pulcini - film TV (2011)
- Elementary - serie TV, 1 episodio (2012)
- Klondike - miniserie TV, 6 puntate (2014)
- The Good Wife - serie TV, 1 episodio (2015)
- Girlboss - serie TV, 13 episodi (2017)

## Doppiatore
- Scott Pilgrim - La serie (Scott Pilgrim Takes Off) - serie animata (2023)

## Doppiatori italiani
Nelle versioni in italiano delle opere in cui ha recitato, Johnny Simmons è stato doppiato da:
- Flavio Aquilone in Gli ostacoli del cuore, Jennifer’s Body, Hotel Bau
- Gabriele Patriarca in Un’impresa da Dio, The To Do List - L’estate prima del college
- Lorenzo De Angelis in Scott Pilgrim vs. the World
- Alessio Puccio in Boogeyman 2 - Il ritorno dell’uomo nero
- Federico Viola in Noi Siamo infinito
- Davide Perino in The Conspirator
- Jacopo Calatroni in Frank and Cindy
- Mirko Cannella in The Spirit
- Marco Vivio in Girlboss
- Stefano De Filippis in Cinema Verite
- Alessio De Filippis in The Good Wife
- Nanni Baldini in Klondike